# Liebesgrüße aus Peking
Liebesgrüße aus Peking (Originaltitel: chinesisch 國產凌凌漆 / 国产凌凌漆, Pinyin Guóchǎn Líng Líng Qī, Jyutping Gwok4caan1 Ling1 Ling1 Cat1, kantonesisch Gwok chaan Ling Ling Chat – „China made 007“, internationaler Titel: englisch From Beijing with Love) ist eine actionreiche Filmkomödie des Hongkong-Kinos aus dem Jahr 1994. Regie führten Lee Lik Chi und Stephen Chow, die beide neben Roman Cheung und Vincent Kok auch am Drehbuch mitwirkten. Die Hauptrollen übernahmen Stephen Chow, Anita Yuen und Law Ka Ying.

## Handlung
Der Mann mit der Goldenen Waffe stiehlt den Schädel des einzigen chinesischen Dinosaurier-Skelettes. Der Reservist Ling Ling Chat, der seinen Lebensunterhalt als Metzger in Shenzhen verdient und seit 10 Jahren nicht mehr aktiv war, wird nach Hongkong geschickt, um den Schädel zu beschaffen. Als er in Hongkong angekommen ist, trifft er auf Siu Kam, die ihm vorschlägt, bei der Schädelsuche zu helfen. Allerdings stellt sich heraus, dass sie eine Dienerin des Mannes mit der Goldenen Waffe ist, der jedoch auch der General ist, von dem Ling Ling Chat seine Anweisungen erhält. Der General weist Kam an, Chat einen falschen Hinweis zu geben und ihm zu sagen, dass ein Schmuggler den Schädel gestohlen habe. Chat schleicht sich mit Kams Hilfe auf eine Party des Schmugglers und sagt ihr vorher, dass er ihr weiße Rosen mitbringt. Er sucht nach Hinweisen, dass der Schmuggler den Schädel gestohlen hat und Kam versteckt sich in einem Baum, um Chat mit einem Scharfschützengewehr zu töten. Die Party wird von einem mysteriösen Mann und einer geheimnisvollen Frau gestört, die versuchen, Chat zu töten. Kam nutzt ihre Gelegenheit, um Chat zu töten und trifft ihn mehrere Male in die Brust und einmal ins Bein. Chat regt sich nicht mehr und Kam denkt, dass sie ihn erschossen hat. Chat, der eine kugelsichere Weste trägt, aber keine kugelsichere Hose, entkommt und kann sich in Kams Auto retten. Als er ihr drei weiße Rosen gibt, die er vorher noch greifen konnte, ist sie von der Geste gerührt und rettet ihm daraufhin das Leben. Sie beschließt sich vom Mann mit der Goldenen Waffe zu lösen und die beiden zerschlagen die Organisation, die hinter dem Schädeldiebstahl steckt. Chat tötet dabei seinen Vorgesetzten und Gegner. Er erhält als Auszeichnung für die Wiederbeschaffung des Schädels eine Kalligrafie des chinesischen Ministerpräsidenten auf sein Metzgerbeil, auf dem fortan „Volksheld“ steht.

## Trivia
- Die Szene, in der Ling Ling Chat einen trockenen Martini trinkt, gleicht der Szene aus Chungking Express, in der Tony Leung Chiu Wai einen Kaffee trinkt.
- Der Film ist inspiriert von den James-Bond-Filmen und hat dementsprechend auch einige Anspielungen auf eben jene. Dazu gehört, dass der Name des Hauptcharakters Ling Ling Chat ein chinesisches Homophon mit 007 ist. Der Bösewicht mit der goldenen Waffe spielt auf den von Christopher Lee gespielten Gegner Bonds aus dem gleichnamigen Film an. Der Angreifer auf der Party weist deutliche Ähnlichkeiten zum Beißer auf. Dazu kommt auch Da Mansi, der Ling Ling Chat, ähnlich wie Q Bond, mit Spielereien versorgt.
- Der Name Da Mansi ist ebenso eine Anspielung auf Leonardo da Vinci, der ebenso für seine Erfindungen bekannt ist.
- Im Film raucht Stephen Chows Charakter Zigaretten der Marke Kent.
- Der Film wurde in der Volksrepublik China offiziell verboten, da die Handlung des Filmes andeutet, dass es korrupte Beamte in China gibt.
- Das Lied, welches Stephen Chow im Film singt, während er am Flügel sitzt und spielt, ist Li Xianglan (李香蘭) von Jacky Cheung.